# Yugrá

Distrito autónomo de Janti-Mansi.

Yugrá o Ugra (del ruso: Югра) fue el nombre con el que se designaban las tierras situadas entre el río Pechora y los montes Urales septentrionales en los urales rusos entre los siglos XII y XVII, así como el nombre con el que conocían a los pueblos janty y mansi que habitan ese territorio. Tanto en los textos rusos como en los árabes no hay diferencia entre estos dos pueblos y a menudo se les designa como ugrios o vogulos. Este territorio corresponde actualmente en la Federación de Rusia con el distrito autónomo de Janti-Mansi. El nombre Yugrá sobrevive en la denominación de las lenguas ugrias.

## Mito, religión e historia temprana
Los pueblos janty y mansi de Yugrá fueron paganos durante toda su historia. Las religiones tradicionales están basadas en la triple división del mundo: el superior (el cielo), el medio (la tierra), y el inferior (subterráneo). Según las creencias mansi, todos los mundos están poblados por espíritus, cada uno de los cuales tiene una función especial que llevar a cabo. El equilibrio entre el mundo humano y el mundo de los dioses se mantiene mediante sacrificios. Las religiones tradicionales también se caracterizan por el chamanismo, y por una serie de figuras totémicas, de entre las cuales la más respetada es el oso. Regularmente se desarrollaban festivales en honor de este animal, hasta que los soviéticos prohibieron —en 1933— la adoración de ídolos y arboledas sagradas como represalia a la amplia resistencia que encontraron las políticas de colectivización, que tuvo su punto álgido en la rebelión de Kazym
Acerca de la adoración de tótems, el misionero y viajero del siglo XII Abu Hamid al-Gharnati escribió:

«[...] Pero detrás de Wisu, al lado del Océano de la Oscuridad hay una tierra llamada Yura. En verano, los días son muy largos, de tal modo que el Sol no se pone en cuarenta días, según dicen los mercaderes; pero en invierno las noches son así de largas. Los mercaderes cuentan que esa Oscuridad no está muy lejos (de ellos), y que la gente de Yura entra allí con antorchas, encuentra un gran árbol, del tamaño de un pueblo. Pero en la copa del árbol está sentada una enorme criatura, que ello dicen que es un pájaro. Y cuando traen mercaderías, cada mercader deja en el suelo sus mercancías aparte de las de los demás, hace una marca en ellas y se marcha, y, al volver, encuentra materia primas necesarias para su país...»
Al Gharnati:32

El gran árbol al que se refiere tiene obvias similitudes con el "Árbol de la vida" o Irminsul de muchas de las tradiciones paganas del norte de Europa. Además de la tradición del "Árbol de la vida", existía un panteón de dioses y diosas. La historia que sigue trata sobre la creación del mundo y el establecimiento del orden del presente mundo; el héroe que aparece bajo el nombre de Tari-pes'-nimala-s'av es la deidad más popular de los ugrios, el Hombre Supervisor del Mundo, nacido del dios del cielo Numi-Torum y la diosa Kaltesh.

«Cuando te vayas, mira abajo; allí habrá siete tiendas de paño, y ovejas y cerdos alrededor de ellas. Baja a las tiendas. Gente con un sólo ojo saldrá de las tiendas; un ojo de cada uno está mal, pero el otro está entero. Pregúntales "¿De quién son las ovejas y los cerdos que estáis cuidando? Ellos contestarán: "Estamos cuidando las ovejas y cerdos de Paryparseg". Entonces di: "No digáis eso, mejor decid: "estamos cuidando las ovejas y cerdos de Tari-pes'-nimala-s'av", pues después de mí vendrá el Señor del Fuego, y si le decís que estáis cuidando las ovejas y cerdos de Paryparseg el os quemará con su fuego, pero si le decís: "estamos cuidando las ovejas y cerdos de Tari-pes'-nimala-s'av, os irá bien". Después de eso, sana sus ojos [...] Entonces continúa tu camino, llegarás a siete tiendas de paño, el sitio estará lleno de vacas. Desciende otra vez, de las tiendas saldrá gente con un solo brazo. Pregúntales: "¿De quién es el ganado que cuidais? [...] Sigue adelante otra vez, encontrarás siete tiendas de paño en otro lugar. A su alrededor, sólo habrá caballos. Cuando llegues allí, de las tiendas saldrá gente con sólo una pierna. Pregúntales: ¿De quién son los caballos que estáis cuidando? [...]»
Shestalova-Fidorovich 1992:8-9).

Otro lugar u objeto de adoración para los ugrios es la llamada Dama Dorada de los Obios. Los primeros registros de la Dama Dorada se encuentran en las Crónicas de Nóvgorod (siglo XIV) en referencia a san Esteban de Perm. La siguiente vez que se nombra a este ídolo es en el siglo XVI en escritos del Gran Duque de Moscú, comisionado a describir el comercio y las rutas militares de una Rusia en expansión. El primer comentario no ruso de la dama dorada es Matías de Miechov, profesor de la Universidad de Cracovia. Las crónicas siberianas, en conexión con las campañas de Yermak, también habla de la dama dorada: Ivan Bryazga, un atamán del ejército de Yermak, invadió la región de Belogorye en 1582 y luchó contra los Obi-ugrios, que defendían su objeto más sagrado, la dama dorada (Karjalainen 1918:243-245, Shestalov 1987:347). La afirmación de Grigori Novitsky que en tiempos antiguos había un santuario en Belogorye donde estaban el Ganso de Cobre junto con el "ídolo más importante", y que la gente supersticiosa «preservó ese ídolo y lo llevó a Konda, donde la adoración a este ídolo a arraigado, también se ha relacionado con la dama dorada ». (Novitski:61) De todos modos, ningún europeo ha visto jamás ese ídolo y probablemente nunca existió en la forma en la que está descrita (una mujer de tamaño real hecha de oro).
Este ídolo aparece también en el mapa de Moscovia de Sigismund Herberstein de 1549, y en el "Mapa del Ártico" de Gerardo Mercator de 1595. 

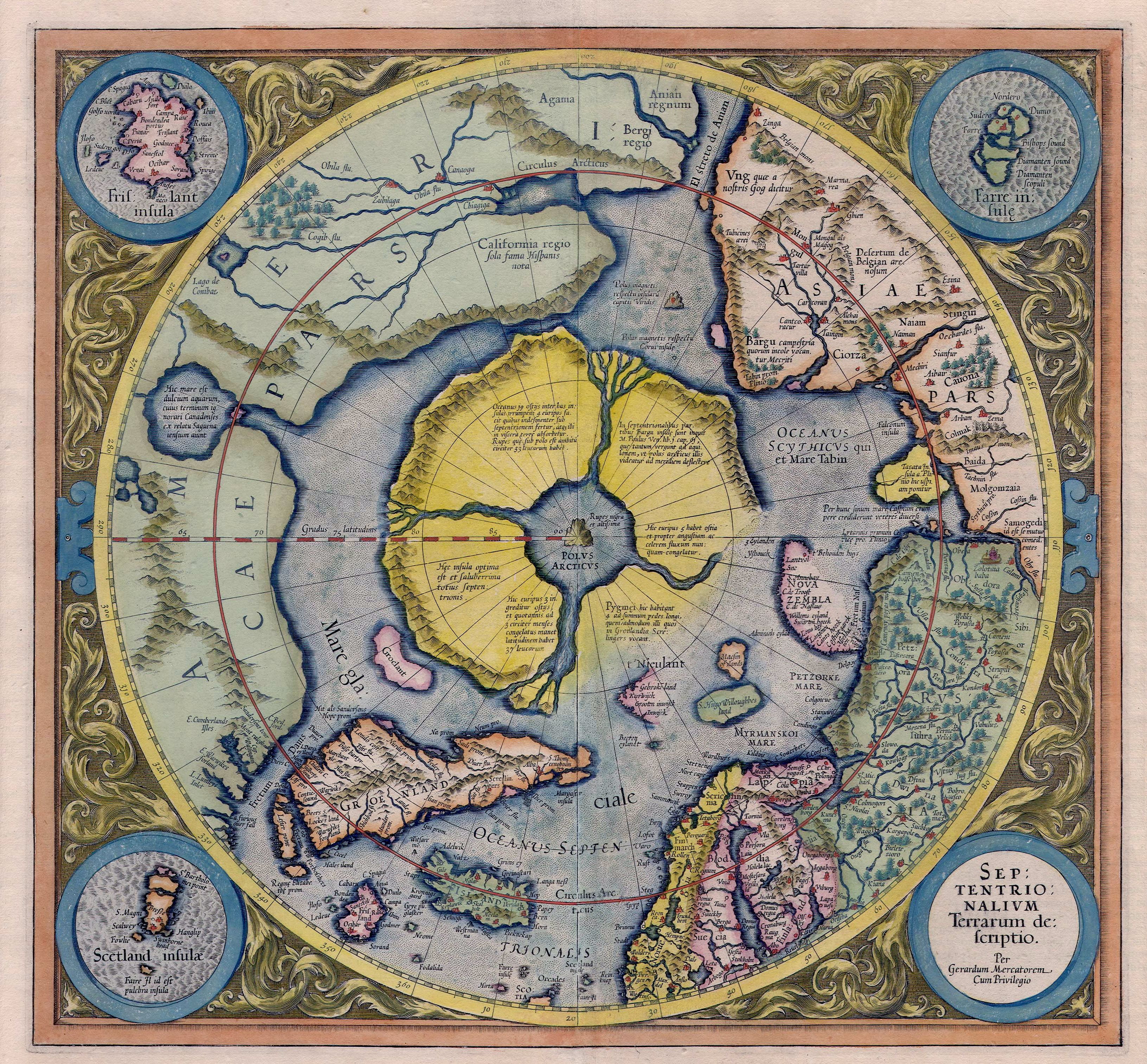
Mapa del ártico de Gerardo Mercator (1595), en el que Yugrá, aparece como Iuhra y la Dama Dorada aparece bajo el nombre Zolotaia Baba.

Novistky, un viajero ruso, escribió sobre el Ganso de Cobre lo siguiente:

«El ídolo del ganso que adoran está hecho de cobre con la forma de un ganso, y su altar está en el pueblo de Belogorye sobre el gran río Obi. Según su superstición adoran al dios de las aves acuáticas - cisnes, gansos y otros pájaros que nadan en el agua [...] Su trono en el templo está hecho de diferentes tipos de paño, lona y pieles, construido como un nido; en él reposa el monstruo que es altamente reverenciado, sobre todo en la época de caza de las aves acuáticas y sus nidos [...] Este ídolo es tan notorio que la gente viene de pueblos lejanos para ofrecerle atroces sacrificios - ganado, principalmente caballos; y ciertamente piensan que el ídolo es portador de bondades, principalmente la abundancia de aves acuáticas [...]»

Las comparaciones entre las diferentes tradiciones ugrias indican que el ganso es una de las formas más populares del Hombre Supervisor del Mundo, y todavía algunas veces se identifica su hogar con Belogorye. Y Novitsky describe también un altar para la adoración de este Supervisor del Mundo o Amo del Obi: 

«La casa del Amo del Obi estaba presumiblemente cerca de la fortaleza de Samarovo, en la desembocadura del río Irtysh. De acuerdo con su creencia pagana el dios de los peces se representa en una manera impúdica: una tabla de madera, la nariz como un tubo de latón, ojos de vidrio, pequeños cuernos en la cabeza, cubierto con trapos, ataviado con un traje púrpura con dorados en el pecho. Las armas -arcos, flechas, lanzas, armaduras, etc - se dejaban a su lado. Según su creencia pagana dicen que con esas armas él sostiene a menudo luchas en el agua y conquista a otros vasallos. Creen que este monstruo atroz es especialmente horroroso en la oscuridad y en las grandes aguas, en las profundidades que atraviesa para cuidar de los peces y de los animales acuáticos, y le da a cada uno lo que a él le place.»
Novitsky:59)

La cristianización en masa de los ugrios empezó a principios del siglo XVIII —en su libro Novitsky describe la cristianización de los mansis del Pelym en 1714 y los mansis de Konda en 1715. Estas palabras son del anciano del pueblo y cuidador del santuario, Nahratch Yeplayev:

«Todos sabemos porqué habéis venido -queréis pervertirnos, cambiarnos nuestras viejas creencias por vuestra adulación zalamera y dañar y destruir a nuestro reverenciado "Supervisor", pero todo será en vano, puesto que para eso deberíais quitarnos nuestras cabezas, y eso no os lo dejaremos hacer.»
Novitsky: 92-93

Novitsky describe el ídolo antes mencionado como:

«El ídolo estaba tallado de madera, vestido de ropas verdes, la cara estaba cubierta de hierro blanco, una piel de zorro negro cubría su cabeza; el santuario entero, especialmente su lugar, que era el más grande de todos, estaba decorado con paño púrpura. Otros ídolos más pequeños alrededor que estaban situados a una altura menor, representaban ser los sirvientes del ídolo real. Creo que había otras muchas cosas enfrente de la figura -caftán, pieles de ardilla, etc [...]»
Íbidem: 93) 

Parece que se logró un acuerdo por el que los ídolos serían salvados, por el momento al menos, y al final Nahratsh, que había consultado a los ancianos del lugar propuso un acuerdo:

«Obedeceremos las regulaciones del legislador y el ukaz. Así, no rechazaremos tus enseñanzas, sólo te pedimos que no nos hagas rechazar el ídolo, reverenciado por nuestros padres y abuelos, y si quieres cristianizarnos, déjanos adorar también a nuestro ídolo, cristianizándolo en una manera más honorable, con una cruz dorada. Entonces construiremos y decoraremos una iglesia, como es costumbre, y colocaremos a los nuestros entre ellos.»
Íbid:94-95).

Este arreglo parece que se mantuvo durante un tiempo, tras el cual fue roto y los tótems e ídolos fueron quemados por fanáticos ortodoxos rusos
Muchos de los tótems fueron escondidos para evitar su destrucción, y su localización se mantuvo secreta con el paso de las generaciones. Incluso durante la represión de la década de 1930, muchos de estos sitios sagrados quedaron sin descubrir por las autoridades y algunos pueden ser encontrados todavía.

## Principados ugrios y relaciones con los  tártaros y los  rusos
Hay tres o cuatro proto-estados de los habitantes ugrios, los jantys y los mansis. El principado de Pelym (de mayoría janty) estaba situado en la cuenca del Konda y se extendía desde la desdembocadura del Sosva cerca de Tavdá hasta Tabory. La fortaleza de los príncipes de Pelym era también un centro religioso significativo; un alerce siberiano sagrado creció en sus alrededores e incluso en el siglo XVII todavía la gente colgaba de sus ramas las pieles de los caballos sacrificados. Cerca del árbol sagrado había un centro de adoracíón con cinco ídolos de figura humana, y almacenes más pequeños con altos pilares con extremos en forma de rostros humanos alrededor para guardar los instrumentos de sacrificio. Los huesos de los animales sacrificados se guardaban en otro edificio (Novitsky: 81). El principado de Konda, principalmente mansi, formaba parte de manera semiautónoma del principado de Pelym. De acuerdo con los registros de impuestos de 1628-1629 estaba habitado por 257 contribuyentes mansi. Los tesoros del príncipe Agai de Konda, que fue encarcelado por los rusos en 1594, dan un buen retrato de la riqueza de los nobles ugrios de ese periodo: los rusos confiscaron dos coronas de plata, una cuchara de plata, un cáliz de plata, un brazalete en espiral de plata, telas preciosas y numerosas pieles (Bakhrushin 1955,2: 146). La tercera parte del principado de Pelym era la región de Tabary, donde habitaban 102 adultos en 1628-1629. Antes de la llegada de los rusos, los mansis de esta región eran granjeros, y, de acuerdo con la tradición, Yermak recaudó tributo en forma de grano (Bakhrushin, 1955,2:147).

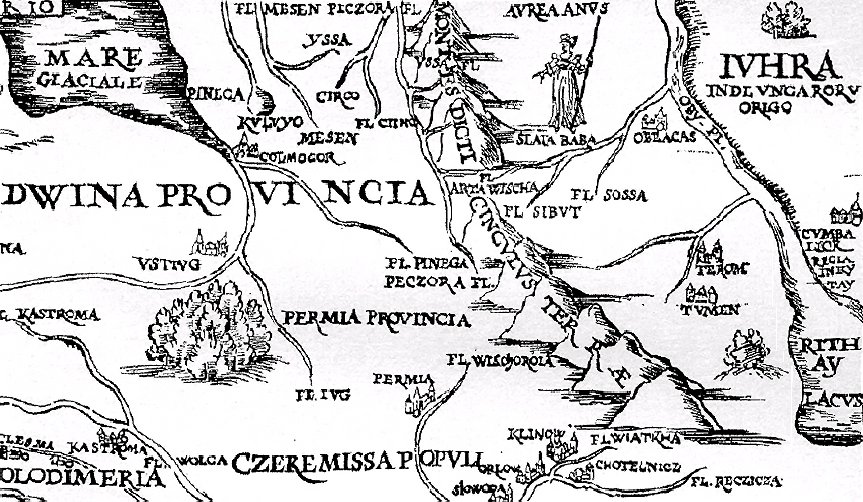
Yura (Iuhra), "el lugar de origen de los húngaros" (inde ungaroru origo) en el mapa de Moscovia de Sigismund Herberstein de 1549. Herberstein colocó la etiqueta "Iuhra" al este del río Obi, y Aureanus (¿la Dama Dorada?), escrito también como Slaia baba ("gran señora enfadada"), o Slata baba ("Señora Dorada/Ídolo Dorado"), se puede observar al oeste del Obi.

Se cree que los ugrios u obi-ugros habrían comerciado con muchos países desde tiempos antiguos. Ese comercio fue descrito en unos diarios atribuidos a Abu Hamid al-Gharnati, viajero árabe del siglo XII:

«Y desde Bolghar los mercaderes viajan a la tierra de los paganos, llamada Wisu, de allí vienen maravillosas pieles de castor, y a cambio llevan espadas con forma de cuña hechas en Azerbaiyán [...] Pero los habitantes de Wisu llevan estas espadas a la tierra que está cerca de la Oscuridad (Yugra) al lado del mar Negro (ahora conocido como mar Blanco) y cambian las espadas por pieles de cibelina. Y ese pueblo coge las espadas y las tira al mar Negro; pero Alá el Todopoderoso les envía un pez del tamaño de una montaña (una ballena); y ellos pescan el pez y comen de él durante meses.»
al-Gharnati: 58-59

Según algunas fuentes, Novgorod lanzó campañas militares contra los ugrios («que vivían con los samoyedos en la Tierra de Medianoche») a finales del primer milenio (Bakhrushin, 1955, 1:86). En aquel tiempo los rusos probablemente entraron en contacto con los mansis que todavía vivían en Europa, en el curso superior del río Pechora, en vecindad con el antiguo reino komi de Gran Perm. La Crónica de Novgorod habla de una campaña militar bajo el liderazgo de Yadrei de Novgorod en 1193, que acabó con la destrucción de las fuerzas de Nóvgorod. La derrota se achaca a unos novgorenses que habrían tenido tratos con los ugrios (Bakhrushin 1955, 1:75). Entre los siglos XIII y XV se supone que Yugrá pagaba tributo a Novgorod, aunque se resistía a ello (se menciona la resistencia de los príncipes ugrios en sus fortalezas), de acuerdo a varias campañas que describe la crónica. A raíz de la anexión por parte de Moscú de Ustyug, las campañas moscovitas sustituirán a las de Novgorod.
En el siglo XV, la fortaleza más importante y punto de partida para las expediciones al este en la tierra de Perm era la diócesis establecida en el río Vym por Esteban de Perm. En 1455 los mansis de Pelym, lanzaron una campaña bajo el liderazgo del príncipe Asyka. Moscú respondió formando una alianza con el príncipe Basilio de Gran Perm que en 1465 lanzó, de forma conjunta con los guerreros del Vym, una expedición a Yugrá (Bakhrushin 1955. 1:76), tras la cual los príncipes ugrios Kalpik y Chepik tuvieron que someterse a los rusos y pagarles tributo. Fueron rápidamente depuestos. En una segunda campaña el príncipe Asyka fue capturado y llevado a Vyatka (Bakhrushin 1955, 2:113). En 1483, Moscú envió otra expedición contra los príncipes de Yugrá y Konda donde fue capturado el gran duque Moldan (Íbidem). En 1499 Moscú desplegó un gran ejército contra Yugrá (liderados por el príncipe Semión Kurbski), Konda (liderada por el príncipe Piotr Ushatyi) y los Gogulichi (los mansis libres). El ejército, de cuatro mil hombres, llegó a la fortaleza janty de Lyapin, situada en el río del mismo nombre (Bakhrushin 1955 1:76-77). En la fuente se indica que se tomaron 40 fuertes y 58 príncipes fueron capturados. Pese a que el gran duque de Moscú se otorgara ya el título de "Príncipe de Yugrá", varios caudillos ugrios, que pagaban tributo al janato de Sibir, todavía luchaban en el siglo XVI contra los colonos rusos, que se protegían con cosacos y auxiliares komi, que estaban echando a los nativos ugrios de sus casas.
En respuesta, los jantys y los mansis de Pelym continuamente enviaron contracampañas a las tierras de Gran Perm. Así, en 1581 saquearon Kaigorod y Cherdyn. Según las estimaciones rusas, el ejército de los mansis y sus aliados tártaros, alcanzaba los 700 hombres (Bakhrushin 1955, 1:99; 2, 144). La resistencia continuada forzó una nueva campaña, financiada por los Stróganov, y llevada a cabo por el cosaco Yermak Timoféyevich, que empezó con la destrucción de las fuerzas mansis que habían entrado en la zona de los colonos y acabó con la expedición punitiva contra los mansis del Pelym y su aliado el kan de Sibir. En algunas fuentes, Alach, príncipe de Konda, figura como una aliado importante del kan Kuchum. En 1592-1593 se tomó la fortaleza del príncipe Ablegirim de Pelym y él y su familia fueron capturados, construyéndose en ese lugar un fuerte ruso. Pese a la pérdida de las tierras del río Konda, los mansis mantuvieron la resistencia. En 1599, llevaron «guerra, robos y traición» a los asentamientos rusos de las orillas del Chusovaya y el Kurya (Bakhrushin 1955, 2:143-144.
Las relaciones cercanas entre los ugrios y los tártaros túrquicos se demuestran también por el hecho de que en la década de 1660 estaba viva todavía entre los jantys de Beryozovo la idea de restaurar el janato de Kuchum (Íbid.). Hasta finales del siglo XVII, Moscú no conseguiría subyugar a Yugrá.
En el siglo XVIII, los sucesores de los príncipes de Pelym y de Konda vivían en Pelym fueron rusificados y llevaban a cabo diferentes tareas para el gobierno del zar. De todos modos, los mansis todavía los consideraban sus gobernantes. Según una carta del zar de 1624: «El príncipe Basilio y el príncipe Fíodor tienen hermanos cercanos en la Gran Konda - los contribuyentes murzas, y nuestros simples vogules están gobernados por ellos, por los hermanos de Basilio, los murzas». (Bakhrushin 1955, 2:148). El príncipe Kyntsha de Konda recibió un trato de favor del zar en 1680 que confirmó su posición. Incluso en el siglo XVIII los príncipes de Konda eran conocidos por su relativa independencia. Está bastante aceptado que en 1715, el príncipe Satyga de Konda intentó impedir la cristianización de los mansis de Konda con un ejército de 600 hombres (Novitski: 98). Entre 1732-1747 Konda fue gobernada por el hijo de Satyga, el príncipe Osip Grigiryev, al que sucedió su hijo Vlas Ossipov. Según recientes investigaciones de Aado Lintrop, en 1842, Aleksander Satygin, maestro de la escuela de la comunidad de Turinsky y bisnieto de Satyga, reclamaba para sí el título de príncipe de Konda.

## El urheimat húngaro

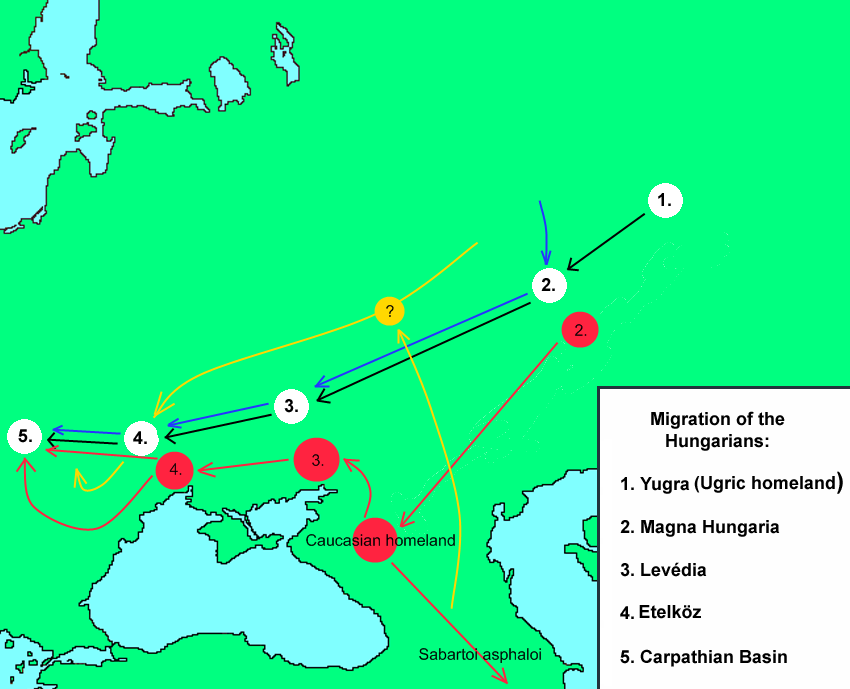
Migración de los húngaros.

Yugrá es también considerada como el urheimat (lugar de origen) de los húngaros (la Oshaza magiar). Se sabe que el nombre Hungría es una variación del nombre Yugrá (los húngaros eran conocidos en varias lenguas también como ugris, y aún lo son en ucraniano). El idioma húngaro también es el más cercano a los idiomas janti y mansi. Se considera que los húngaros se marcharon desde Yugrá hacia el oeste, primero colonizando las vertientes occidentales de los montes Urales, en la región conocida como Magna Hungaria. Se movieron cada vez más al oeste, a la región de Levedia (en la Ucrania oriental de nuestros días), y posteriormente a la de Etelköz (Ucrania occidental), llegando a la llanura panónica en el siglo IX.